# Dark Touch
Dark Touch ist ein irisch-französisch-schwedischer Horrorfilm von Regisseurin Marina de Van aus dem Jahr 2013.

## Handlung
Die elfjährige Niamh lebt mit ihrer Familie extrem isoliert in einem abgelegenen Teil von Irland. Sie kennen dort lediglich ihre Nachbarn und ihre Schulkameraden. Eines Abends kommt es zu einem tragischen, unerklärlichen Unfall, bei dem ihre Eltern in einem Feuer umkommen. Ihr kleiner Bruder, ein Säugling, stirbt in ihren Armen. Sie selbst ist blutüberströmt, aber unverletzt.
Ihre Nachbarn, Nat und Lucas Gallin, nehmen sie auf. Ihre eigenen Kinder beäugen die schwer traumatisierte Niamh misstrauisch. Was immer den Tod ihrer Eltern ausgelöst hat, hat scheinbar seinen Weg auch in ihr Haus gefunden. Im Laufe der Handlung wird klar, dass es sich bei Niamh um sehr viel tiefer sitzende Verletzungen handelt. Sie wurde seelisch und körperlich von ihren Eltern missbraucht. Sie selbst ist telekinetisch begabt und hat den Tod ihrer Eltern selbst verursacht. Und auch in ihrem neuen Heim reagiert sie sensibel auf jede Form von Zurechtweisung. So tötet sie die Nachbarsmutter, die ihre Kinder schlägt, und wütet im Anschluss auch gegen die Gallins. Am Ende ist sie erneut die einzige Überlebende eines Massakers.

## Hintergrund
In Deutschland wurde der Film beim Fantasy Filmfest 2013 erstmals aufgeführt. Auf DVD/Blu-Ray erschien der Film am 5. August 2016 über Alive.

## Rezeption
Die Mischung aus übernatürlichem Horrorfilm und Filmdrama erhielt viele wohlwollende Reviews. Das Lexikon des internationalen Films urteilte: „Inhaltlich kaum innovativer, aber stilsicher und atmosphärisch umgesetzter Horrorfilm vor irischer Kulisse.“ Auf Filmstarts schrieb Lars-Christian Daniels „Marina de Van liefert mit „Dark Touch“ einen handwerklich soliden Horror-Thriller ab, in dem die echten Schockmomente nach einem effektiven Beginn allerdings ausbleiben.“ In der New York Times verglich Jeannette Catsoulis den Film mit den Werken von Stephen King, wie unter anderem Carrie und Feuerkind. Weitere naheliegende Vergleiche aus anderen Rezensionen waren die Exorzist- und Omen-Filmreihen.  Catsoulis lobte die klaustrophobische Kameraarbeit von John Conroy sowie das es der Film verstehe, die Grenze zwischen Realität und Vorstellung einzureißen.
Michael Fleig schrieb auf Critic.de: „Dark Touch entpuppt sich beim Blick über den Genrerand hinaus als Versuch, dessen Inszenierungsinventar fruchtbar zu machen, um Bilder für das nicht Kommunizierbare und die Kluft zwischen Missbrauchsopfer und Umwelt zu finden. So kann man dem Missverständnis des nicht ausgeschöpften Horrorfilms mit dem Verweis auf ein originell umgesetztes Psychodrama entgegentreten. Und dennoch, leider muss man resümieren, dass der Film auch mit dieser Blickerweiterung zwar wesentlich interessanter wird, aber nach wie vor nicht vollends überzeugen kann.“
Auf Filmchecker lobte Marcel Demuth den Film: „DARK TOUCH ist eher Drama als Horror. Es geht hier eher ruhig zugange, wobei auch einige Splatterszenen in typischer CARRIER-Manier gezeigt werden. Selbstzweckhaft sind die jedoch nicht, so dass DARK TOUCH in Deutschland mit FSK16 veröffentlicht wurde. Ungeschnitten versteht sich!“